# Giovanni Antonio Scopoli

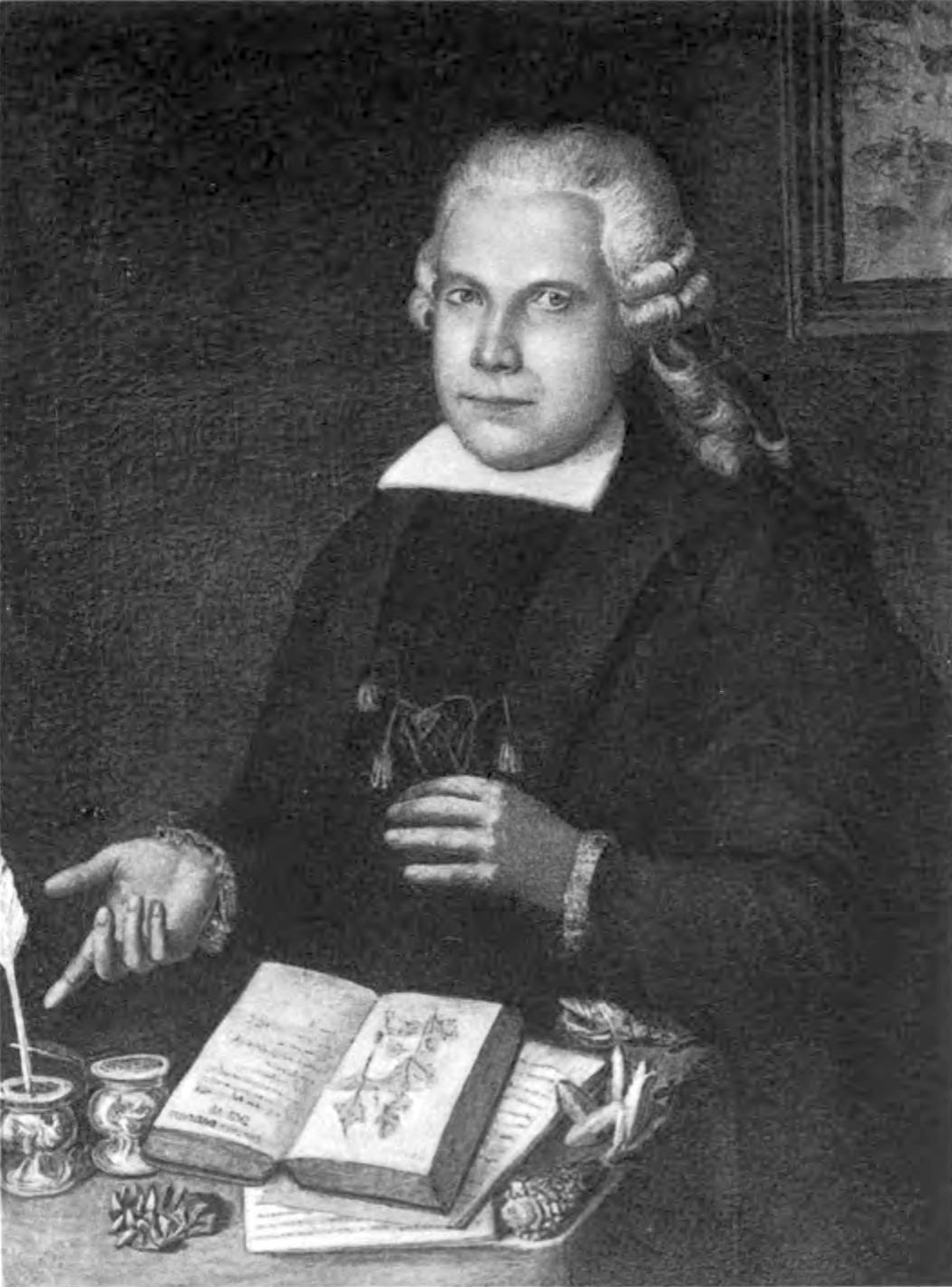
Giovanni Antonio Scopoli

Giovanni Antonio Scopoli, adesea oară latinizat ca Johannes Antonius Scopolius, (n. 3 iunie 1723, Cavalese, Trentino-Tirolul de Sud, Italia – d. 8 mai 1788, Pavia, Ducatul Milanului) a fost un om de știință, medic, botanist, micolog, zoolog și scriitor științific tirolez  de origine italiană. El a fost numit de biograful lui, Otto Guglia (1904-1984), primul european non-național precum  Linnaeus Austriae. Abrevierea numelui său în cărți științifice de botanică și micologie este Scop., iar în cele zoologice Scopoli.

## Familie
Giovanni a fost fiul lui Francesco Antonio Scopoli, jurist promovat precum guvernator al principe-episcopului de Trento, mama lui fiind Claudia Catharin, fiica patricianului trentin Antonius de Gramola (1699-1791), o pictoriță cunoscută.

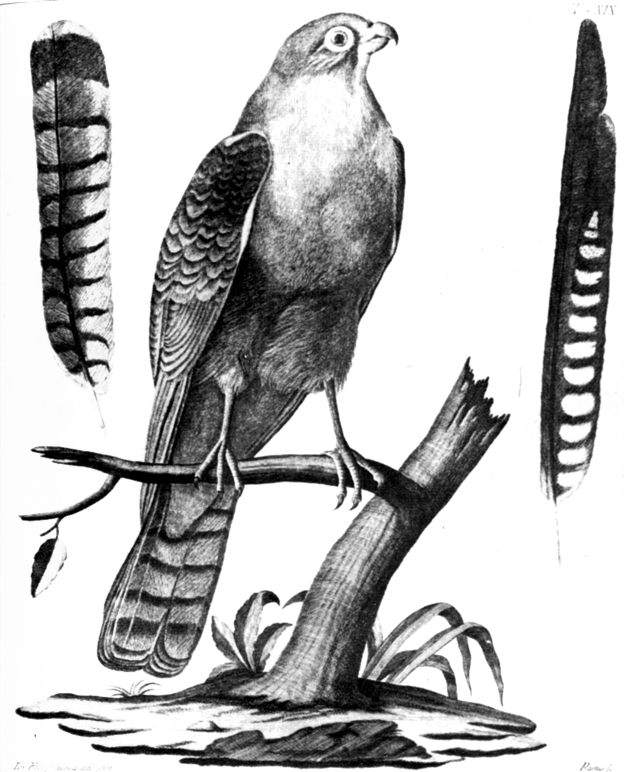
Erete, din:Deliciæ Floræ et Faunæ Insubricæ, (1760)

El s-a căsătorit de trei ori: pentru prima dată, în anul 1749 la Cavalese, cu nobila Albina de Miorini (d. 1756) și după moartea dânsei, pentru a doua oară, în anul 1758, cu Catharina de  Franchenfeldt (d. pe la 1770). După decesul și acestei soții, s-a cununat, pe 2 august 1774 la Schemnitz, cu Caroline, fiica lui Johann de Franzenau, medic militar, savant, între altele, din 1806, organizator a sistemului educațional sub Napoleon I. Giovanni a avut trei copii, un fiu și o fată din prima, precum încă un fiu, Johann Anton (Giovanni Antonio, 1774-1854) din a treia căsătorie. Acesta a fost medic, econom precum publicist și numit conte al regatului Italiei în anul 1810.

## Biografie
Tânărul Scopoli a urmat școala primară la Cavalese, apoi liceul din Trento și în sfârșit acel de la Hall in Tirol, zece kilometri în est de Innsbruck, unde și-a dat bacalaureatul. A studiat în continuare medicine la Innsbruck, promovând în 1743. Studiul de plante și insecte ale patriei sale Tirol, cărui s-a  dedicat din tinerețe, l-a continuat pe lângă activitatea sa  de medic în Cavalese, Trento și Veneția.

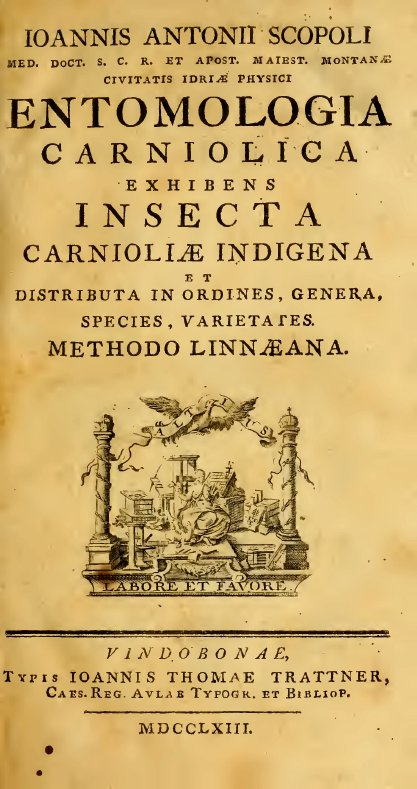
Entomologia Carniolica, 1763

În 1751 episcopul-principe (Fürstbischof) Leopold de Seckau, conte de Firmian, l-a numit secretar privat, dar, deja în anul 1753, s-a îndreptat spre Universitatea din Viena, unde a studiat suplementar o specializare care i-a permis, după absolvirea acesteia sub foarte cunoscutul profesor Gerard van Swieten un an mai târziu, să preia activități de interes public ca apărarea de epidemii, controlul personalului medical și afaceri medicinale în fața tribunalelor. Primul angajament în această calitate l-a căpătat în orașul minier Idria (astăzi Slovenia). Aici a avut-o să aibă grijă ca medic de aproximativ 2000 de mineri cu familiile lor. Pentru acest scop a înființat, printre altele, o farmacie. În 1763, i-a fost tradusă în plus predarea chimiei metalurgice elevilor mineri.

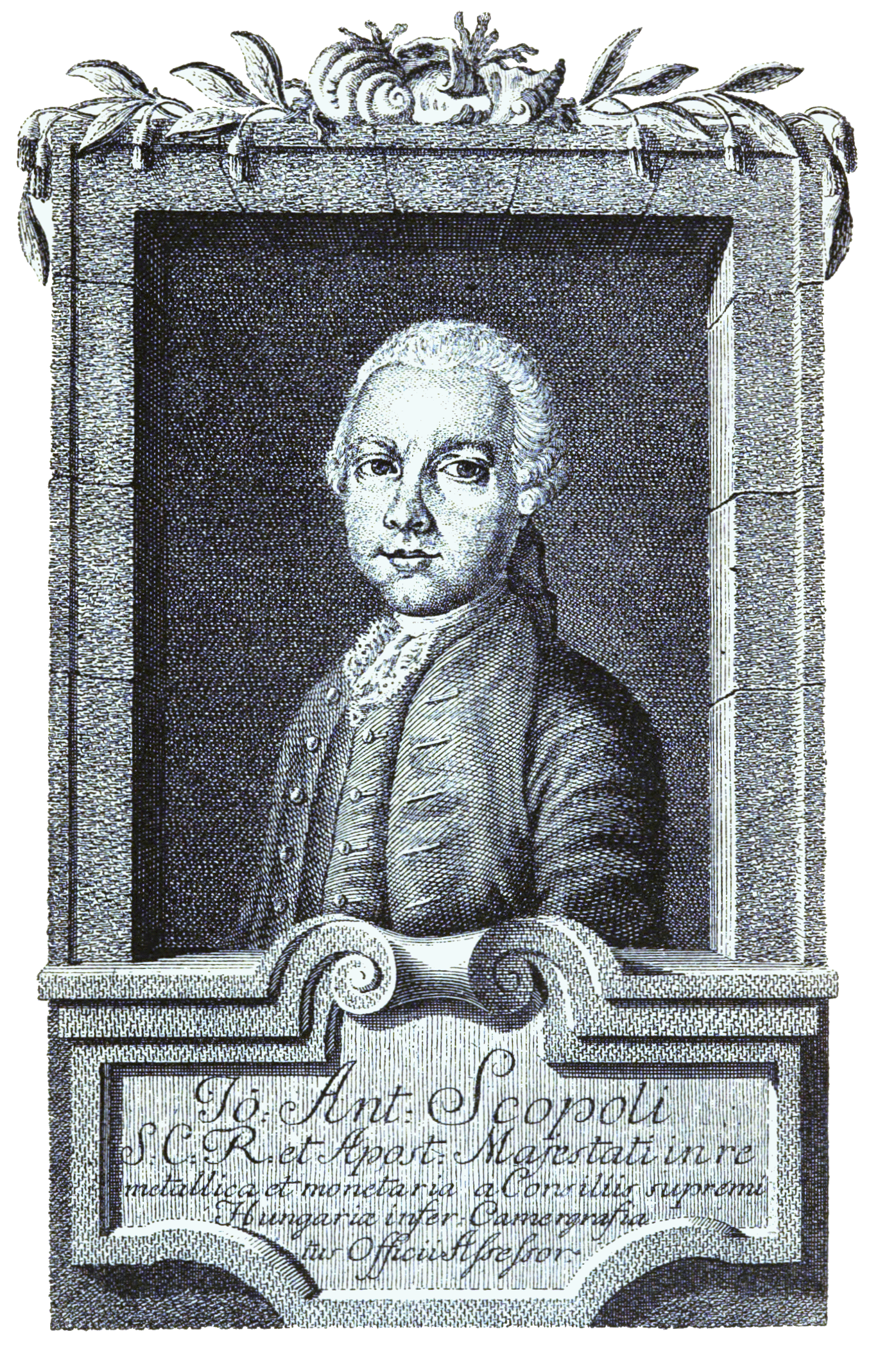
Joannes Antonius Scopoli 1784

În tot acest timp n-a uitat de botanică. Astfel Scopoli a descris, drept rezultat multor excursii în regiune, în operele sale majore Flora Carniolica (2 volume, 1760 și 1772) cu mai mult de 750 de plante cu flori și mai mult de 250 de criptogame precum Entomologia Carniolica (1763), cu mai mult de 1000 de specii, menținând o corespondență intensă cu Carl von Linné și alți naturaliști. Activitatea sa medicala în Idria l-a îndemnat pentru analizarea chimică (descrierea, extracția și prelucrarea)  a mercurului conținut în  rocă, precum și pentru descrierea bolilor minerilor efectuate ulterior. Cu propunerile sale privind metodele de siguranță și de vindecare la locul de muncă în opera sa „Tentamina physicochymico-medica” (1761), el a devenit un co-fondator al medicinii muncii. De asemenea, savantul a studiat plante subterane (în principal ciuperci și licheni) și a devenit astfel un pionier al speologiei botanice. El a descris acolo, în detaliu, însușirile macroscopice și caracterizante de 187 specii de ciuperci, împărțindu-le în 11 genuri în  conformitate cu taxonomia lui Linné, refuzând însă acestui sistem al sexualității plantelor. Treizeci de specii de bureți poartă numele lui, printre care Amanita caesarea și Macrolepiota procera. Dar și multe specii de plante și insecte descrise de el pentru prima dată, au fost numite după el. Solanaceea „Atropa species“, descrisă de el în 1760, a fost denumită de Linné (1767) „Hyoscyamus Scopolia“, și Nikolaus Joseph von Jacquin a adăugat-o la noul gen „Scopolia, Species Carniolica” (1764). Abrevierea numelui său în cârti științifice este „Scop.”.

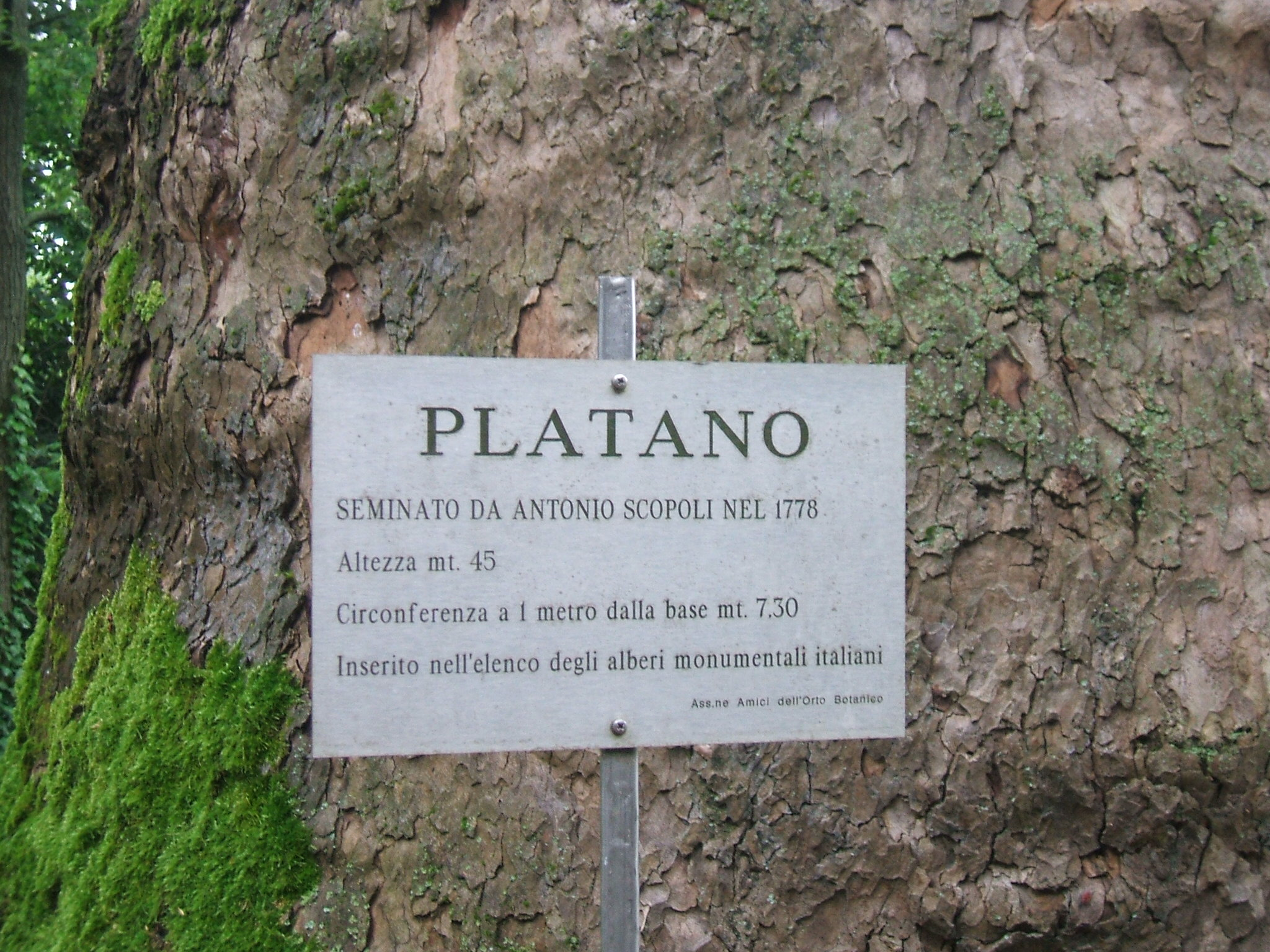
Platan, semănat de Scopoli în 1778

În anul 1769 Scopoli a fost transferat, probabil ca urmare a criticii superiorilor săi în Idria din cauza investigațiilor sale științifice consumatoare de mult timp, la Academia de Minerit în Schemnitz (în prezent în Slovacia), ca profesor de chimie, mineralogie și metalurgie. În același timp a fost numit consilier imperial și evaluator la Camera Oficiului Ungariei Regale, iar în 1776, a urmat vocației, devenind profesor de chimie și botanică la Universitatea din Pavia (pe atunci Ducatul Milanului), unde a stabilit o grădină botanică și un laborator chimic. Pentru a îmbunătăți agricultura el a sugerat, printre altele, îngrășămintele chimice, de asemenea, s-a ocupat de creșterea animalelor și de apicultura.
Mai departe, savantul a corectat parțial sistemul pasărilor și a reînnoit în special clasificarea insectelor, creând, prin luarea în considerare de cât mai multe caracteristici structurale, o clasificare sistematică. De asemenea, în clasificarea mineralelor Scopoli a ales un mod propriu, ținând seamă, pe lângă de caracteristicile structurale optice și de calitățile lor chimice. Cunoștințele bazate pe propriile sale experimente au găsit loc în traducerea italiană a celui mai important dicționar chimic acestor timpuri (scris de Pierre Joseph Macquer), pe care a extins-o enorm (Dizionario di Chimica, 10 volume, 1784-1785).
Deja bolnav de ceva timp și aproape orb, Scopoli s-a stins din viatä în casa sa la Pavia (1788). În anul morții sale Scopoli a mai publicat în latină autobiografia sa „Vitae meae vices".

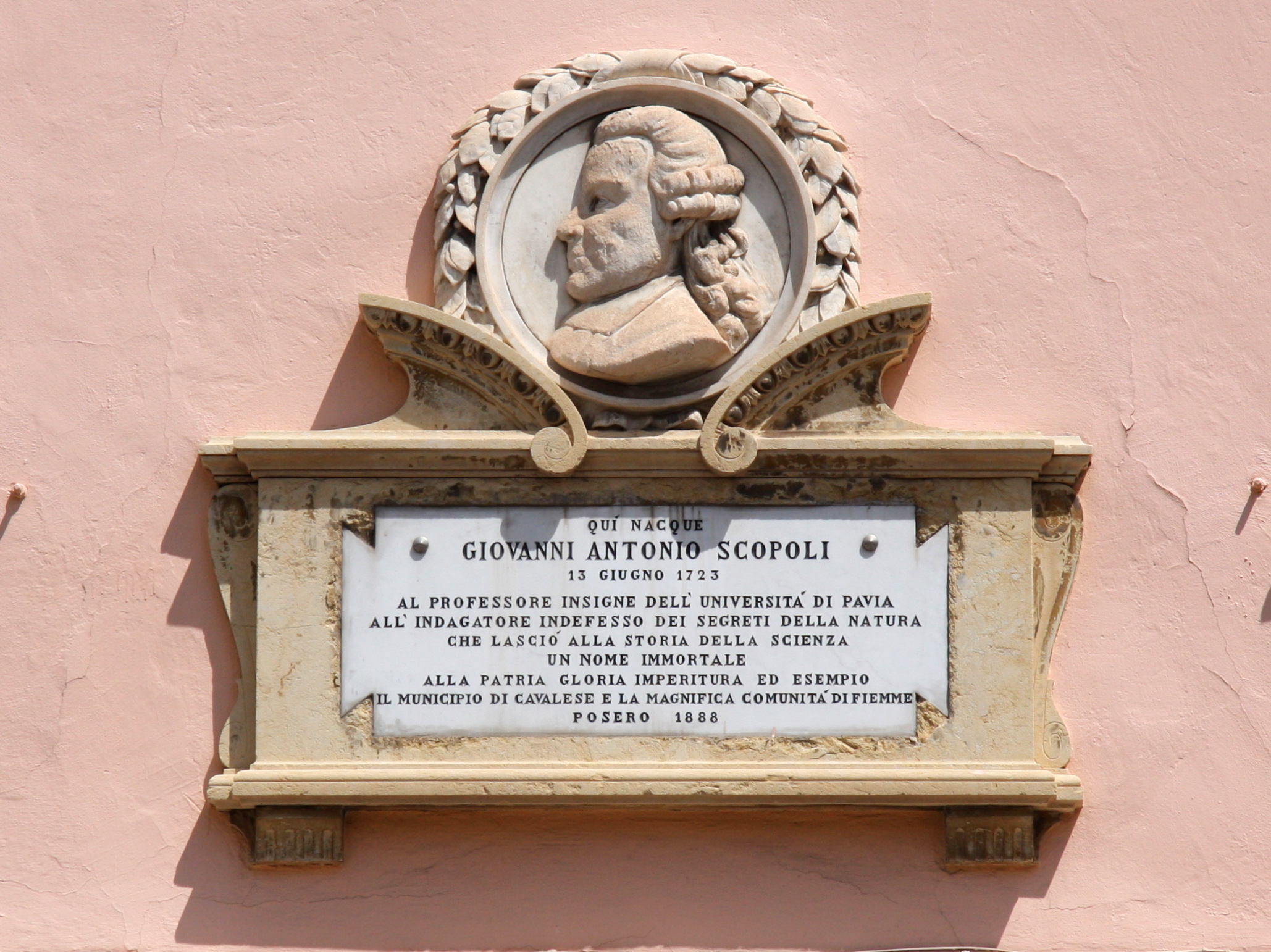
Scopoli, placă comemorabilă în Cavalese

## Onoruri
Marele naturalist a fost numit membru în multe organizații, printre altele:
- Societas Oeconomica, Berna (1769),
- Gesellschaft Naturforschender Freunde, Berlin (1774),
- экономическое общество (Societatea economică), St. Petersburg (1780),
- Società di Scienze, Napoli (1781),
- Société économique, Paris (1785),
- Société scientifique, Toulouse (1785).

## Ciuperci denumite de Scopoli (selecție)
- Amanita caesarea (Scop., 1772) Pers. (1801), genul Amanita
- Aphis fabae Scop. 1763, familia Hemipterae, în toată lumea
- Battus, Scop. 1777, familia Papilionidae, America de Sud
- Bombus pascuorum Scop. 1763, familia Apidae, în toată lumea
- Caudata (salamandre), Scop. 1763, Subordin din familia amfibiilor
- Cortinarius fasciatus (Scop. 1772) Fr. (1838)
- Cucujus cinnaberinus Scop. 1763, familia Cucujidae, Europa
- Cystoderma amianthinum (Scop. 1772) Fayod (1889), familia Agaricaceae, în toată lumea
- Dolichovespula sylvestris Scop. 1763, familia Viespi, Europa și Asia
- Emerita, gen Scop., 1777, familia Hippidae
- Gomphidius maculatus (Scop. 1772) Fr. (1838)
- Helvella monachella (Scop. 1772) Fr. (1822)
- Hygrocybe spadicea (Scop. 1772) P.Karst. (1879)
- Laccaria laccata (Scop. 1772) Cooke, 1884, genul Laccaria
- Marasmius rotula (Scop. 1772) Fr. (1838)
- Mycena galericulata (Scop. 1772) Gray (1821)
- Osmoderma eremita Scop. 1763, familia Scarabaeidae, Europa
- Proboscidea (ordin, invalid) Scop. 1763
- Rhagonycha fulva Scop. 1763, familia Cantharidae, Europa
- Sargus bipunctatus Scop. 1763, genul Diptera, Europa
- Telephora palmata (Scop. 1772) Fr. (1821)

## Dedicări (selecție)
- Scopolia (Jacq., 1774), un gen de plante din familia Solanaceae
- Evergestis, un gen de plante din familia Crambidae
- Cerambyx scopolii  (Fuessly, 1775) – un gândac din familia (Cerambycidae), Europa
- Dorcadion scopolii (Herbst, 1784) – un gândac din familia Lamiinae, Europa

## Opere (selecție)
Aici sunt documentate cele mai importante lucrări ale savantului.
- De affectibus animi dissertatio physico-medica, Trento 1753
- Methodus plantarum enumerandis stirpibus ab eo repertis destinata, Trento 1754
- Flora carniolica exhibens plantas Carnioliae indigenas, vol. 1, Editura Johann Thmas Trattner, Viena 1760
- Entomologica carniolica, Editura Johann Paul Krauss, Viena 1763
- Annus I–V historico-naturalis, Editura Hilscher, Leipzig 1768–72
- Bemerkungen aus der Naturgeschichte, Leipzig 1770
- De Hydrargyro Idriensi tentamina physico-chymico-medica, Jena și Leipzig 1771
- Flora carniolica exhibens plantas Carnioliae indigenas, vol. 2, Editura Johann Paul Krauss, Viena 1772
- Dissertationes ad scientiam naturalem pertinentes, 3 volume, Praga 1772
- Principia mineralogiae systematicae et practicae succincte exhibentia structuram telluris, Praga 1772 (de: 1775 și 1786, it: 1778)
- Crystallographia Hungarica, Praga 1776
- Fundamenta chemicae praelectionibus publicis accomodata, Praga 1777 (de: 1784)
- Introductio ad historiam naturalem, sistens genera lapidum, plantarum et animalium hactenus detecta, Praga 1777
- Principi di mineralogia, Veneția 1778.
- Fundamenta botanica, praelectionibus publicis accommodata, Pavia 1783, de: Viena 1786)
- Deliciae Florae et Faunae Insubricae seu novae, 3 volume, Pavia 1786–88
- Vitae meae vices Pavia 1788, conținută în opera de mai sus

## Vezi și
- Listă de zoologi după abrevierile de autor